# Cilazapril
Cilazapril là một chất ức chế men chuyển angiotensin (chất ức chế men chuyển) được sử dụng để điều trị tăng huyết áp và suy tim sung huyết.
Nó được cấp bằng sáng chế vào năm 1982 và được chấp thuận cho sử dụng y tế vào năm 1990.

## Hóa học
Trong 8 đồng phân lập thể, chỉ có dạng all-(S)- có khả năng về mặt y tế.

## Tên thương hiệu
Nó có thương hiệu là Dynorm, Inhibace, Vascace và nhiều tên khác ở nhiều quốc gia khác nhau. Không có cái nào trong số này có sẵn ở Hoa Kỳ kể từ tháng 5 năm 2010 